# Sancti Spíritus (Kuba)
Sancti Spíritus je kubánské vnitrozemské město, podle nějž se také jmenuje stejnojmenná provincie.

## Historie
Jde o jedno z osmi nejstarších kubánských měst, zřízených conquistadorem a prvním španělským guvernérem Diegem Velázquezem. Jako jediné z těchto osmi měst bylo založeno ve vnitrozemí, a to v červnu 1514.
V roce 2002 mělo přes 132 tisíc obyvatel. Obyvatelům Sancti Spíritus se na Kubě říká «espirituanos», eventuálně též «yayaberos» podle řeky Yayabo, která městem protéká.

### Zajímavosti
Farní kostel Ducha svatého (Iglesia Parroquial Mayor del Espíritu Santo) byl v současné podobě postaven v r. 1680 a údajně jde o nejstarší kostel na původních základech na celé Kubě.
Poblíž centra se nachází nejstarší dochovaný kubánský most, vedoucí přes řeku Yayabo. Pochází z r. 1815.

## Galerie

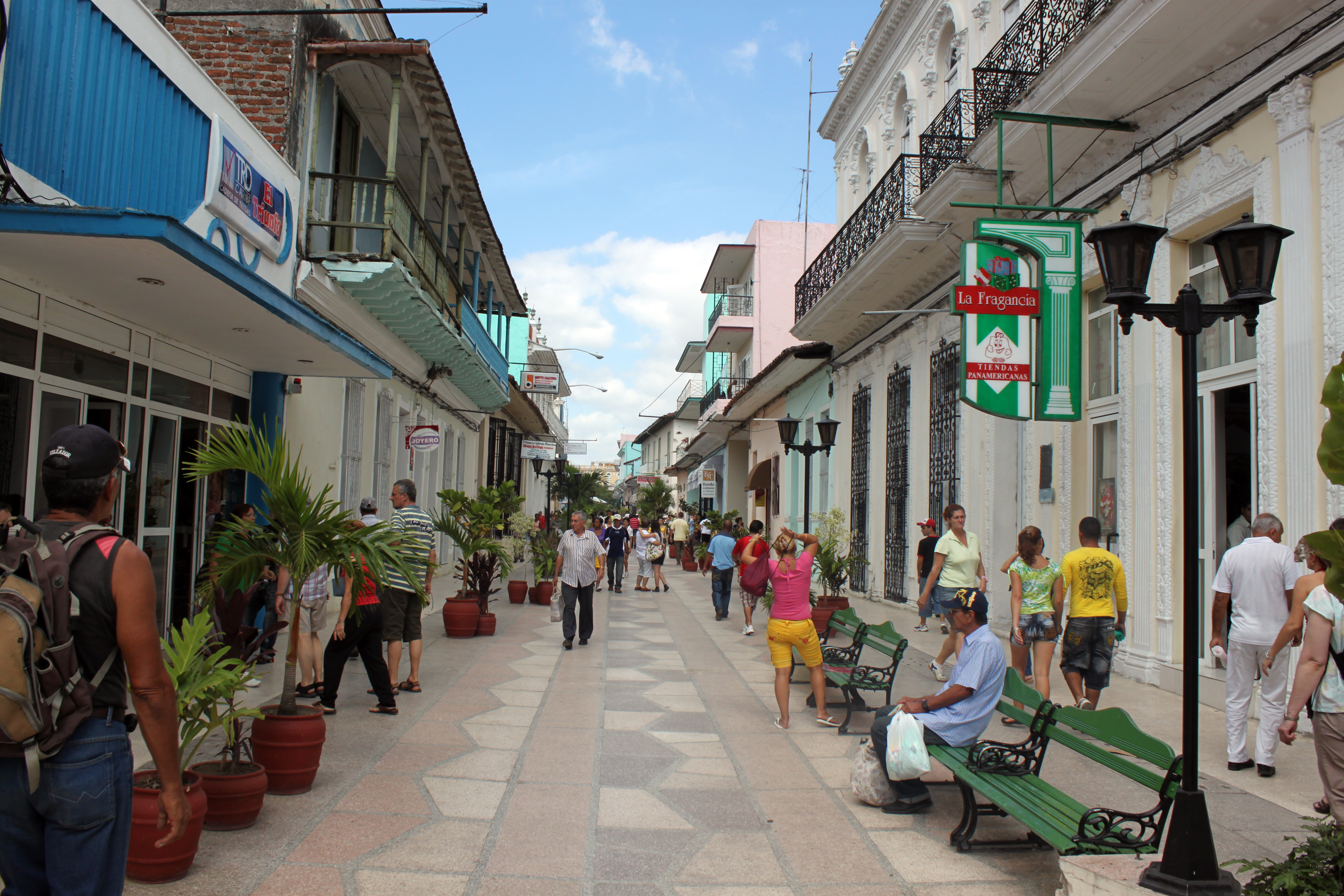
Sancti Spíritus
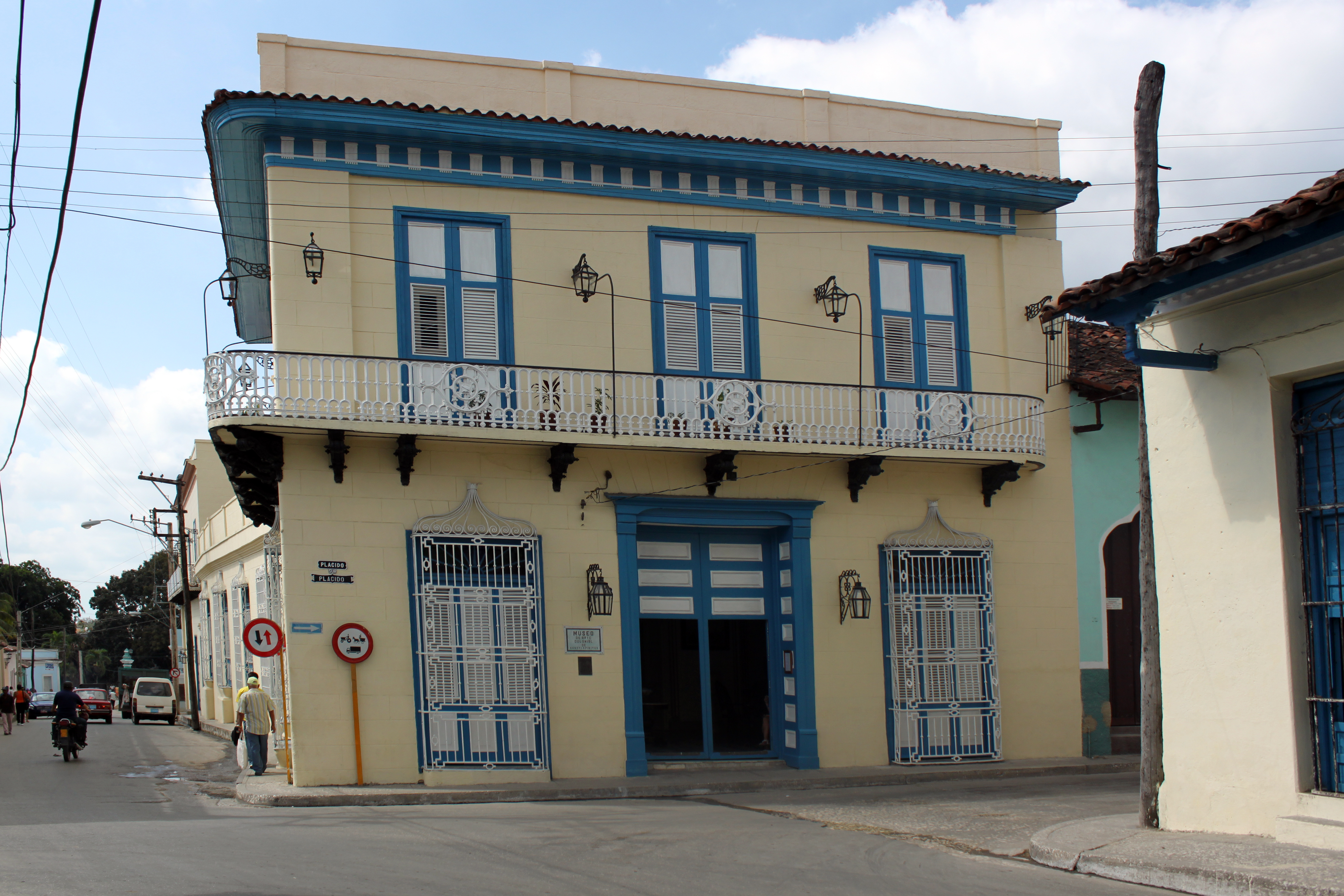
Museo del Arte Colonial (Sancti Spíritus)
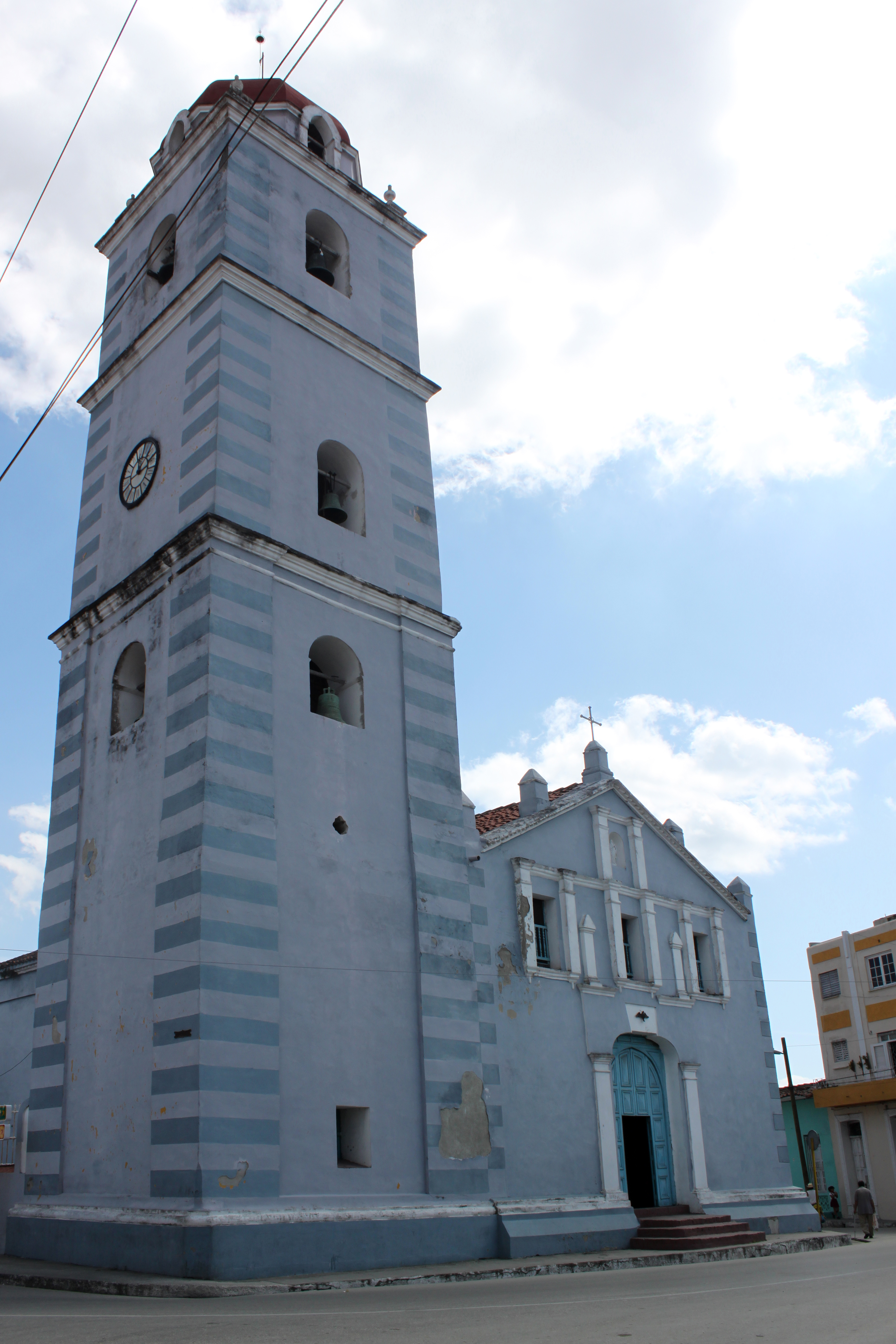
Iglesia Parroquial Mayor del Espíritu Santo (místní katedrála)
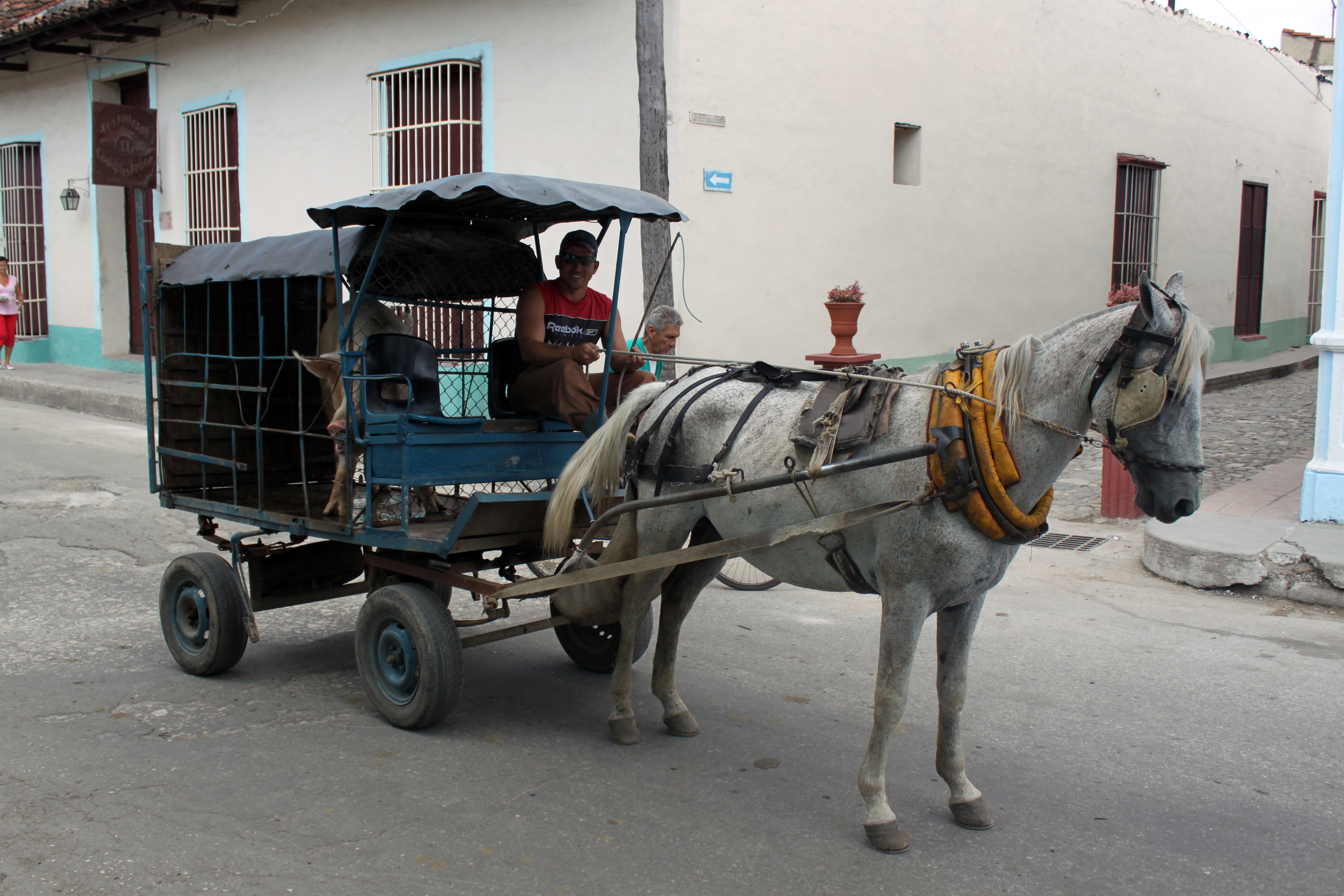
Místní dopravní prostředek